# Amagon
Amagon, известный в Японии как Totsuzen! Machoman (яп. 突然! マッチョマン Suddenly! Machoman) — видеоигра в жанре платформерного 2D экшена, выпущенная для Nintendo Entertainment System и разработанная Aicom.

## Сюжет

### Американская версия
Игрок берёт на себя роль морского пехотинца — Амагона, оказавшегося в ловушке на острове в результате крушения самолёта. К сожалению, его спасательное судно находится на другой стороне острова и Амагон предпринимает попытку пересечь его.

### Японская версия
Сюжетная линия, написанная для оригинального японского релиза, была несколько иной. Главный герой - учёный по имени Джексон, который превращается в Мачомэна (Macho Man), используя специальный препарат Мачо-Макс (Macho Max), украденный из его самолета существами с Острова Монстров (Monster Island).

## Игровой процесс

Мачомэн противостоит финальному боссу

По пути Амагон сталкивается с различными врагами, которых он может уничтожать своей винтовкой с ограниченным боезапасом. У него также есть способность (после сбора и активации Мега-Ключа (Mega-Key)) трансформироваться в более крупную и сильную версию себя, называемой Мегагоном (Megagon). После превращения, Мегагон получает 1 хит-пойнт за каждые 5000 очков, которые он набрал как Амагон (в то время как один удар от любого врага убивает Амагона). Мегагон не может использовать пулемёт, однако вместо него он обладает ударом, урон которого в 8 раз превышает повреждения от пули. За счёт одного хит-пойнта, он также может стрелять волнами энергии из своей груди; они намного шире, чем выстрелы из пулемёта, наносят 16-кратный урон и могут поражать сразу нескольких врагов за один удар.
Последний босс в игре основан на Флэтвудском монстре, предполагаемом космическом инопланетянине, замеченном в Флэтвудс 12 сентября 1952 года.

## Оценки
Allgame дал Amagon оценку 2 звезды из возможных 5. Just Games Retro присвоила видеоигре оценку 40% (F) в своем обзоре от 5 апреля 2007 года, в то время как Game Freaks 365 дал видеоигре оценку 78% (B+) в своем обзоре 2005 года.